# Aeroportul Renmark
Aeroportul Renmark (IATA: RMK, ICAO: YREN) este un aeroport din Australia de Sud, Australia ce deservește zona Renmark⁠(d). A fost numit după zona deservită.
Situat la o altitudine de 37 m, aeroportul dispune de o singură pistă. Este operat de Renmark Paringa⁠(d).